# 로먼 미티치안
로먼 미티치언(영어: Roman Mitichyan, 아르메니아어: 로만 미티찬, 1978년 9월 4일 ~ )은 아르메니아 출신의 미국 배우이다.
바나조르에서 태어났다.

## 출연 작품
- All-Star Weekend (비공개)
- 크로스 2 (2017년)
- 더 세인트 (2017년)
- 워 독 (2016년)
- 메시지 프롬 더 킹 (2016년)
- 시티 워: 익스트림 킬러 (2016, Vigilante Diaries) - 대빗 역
- 익스트랙션 (2015년)
- 분노의 질주: 더 세븐 (2015년)
- 존 윅 (2014년)
- 노벰버 맨 (2014년)
- 비트레이얼 : 분노의 폭발 (2013년)
- 크로스: 신의후예 (2011, Cross) - 에라 역
- 데스 바이 복서 (2008년) - 단테 인페르노 역

### 텔레비전
- 넘버스 (2006-08)
- NCIS: 로스앤젤레스 (2010-19)